# Cephalogonimus americanus
Cephalogonimus americanus är en plattmaskart. Cephalogonimus americanus ingår i släktet Cephalogonimus och familjen Cephalogonimidae. Inga underarter finns listade i Catalogue of Life.